# Gueorgui Atanasov
Gueorgui Atanasov (en búlgaro: Георги Атанасов) (Plovdiv, 6 de mayo de 1882-Fasano, 17 de noviembre de 1931) fue un compositor y director de orquesta búlgaro. 

## Biografía
Estudió en el Conservatorio Statale di Musica "Gioachino Rossini" de Pesaro (Italia), donde fue alumno de Pietro Mascagni. Se le considera el principal artífice de la ópera nacional búlgara, con obras como Borislav (1911), Gergana (1917), Zapustyalata vodenitsa (El molino abandonado, 1923) y Tsveta (La flor, 1923). También compuso operetas y óperas infantiles.
Murió en Fasano, Italia.

## Óperas
- Borislav (1911)
- Moralisti (1916)
- Gergana (1917)
- Zapustyalata vodenitsa (1923)
- Tsveta (1925)
- Kosara (1929)
- Altzec (1930)